# Dane Ćuić
Dane Ćuić, hrvaški general, * 18. marec 1922, Čujića Krčevina, † 16. januar 1988, Beograd

## Življenjepis
Leta 1941 je vstopil v NOVJ in naslednje leto v KPJ. Med vojno je bil politični komisar več enot.
Po vojni je končal VVA JLA in Vojno šolo JLA. Pozneje je predaval na Vojni šoli, bil pomočnik poveljnika za MPV 1. armade, bil načelnik Personalne uprave DSNO,...

## Odlikovanja in nagrade
- Red zaslug za ljudstvo
- Red bratstva in enotnosti